# Каате Сваямбху
Каате Сваямбху — миниатюрная копия Сваямбунатха. Он был возведён в 1650 года нашей эры и является одним из самых популярных мест тибетского паломничества в Катманду, Непал. Ступа также называется Шри Гха-Шанти Гхат Бхаджрадхату Махачайтья или ступа Катесимбху.
Главная ступа окружена статуями и древним монастырем. Паломники, которые не могут посетить храм Сваямбунатх, могут в равной степени воспользоваться его посещением.

## Мифология
Согласно легендам, когда Ачарья Вак-ваджра из Ква-баха совершал паломничество вдоль реки Ганг, его попросили освятить чайтью, принесённую царём Бенараса. Вак-ваджра окропил памятник святой водой из Ганги. Однако король не верил в его силу. Чтобы показать свою силу, Вак-ваджра сел в медитации, поднял чайтью и перенёс её в нынешнее место в Катманду. Другая легенда гласит, что ступа была построена из материалов, оставшихся после постройки ступы Сваямбунатх.

## История
Ступа упоминается в надписи 1552 года нашей эры. В ней говорится, что золотая вершина, чайтья была подарена Мегараджей в память о своем умершем сыне. Он также учредил гути для проведения ежегодных поминовений. Этот гути тесно связан со священниками соседней провинции Ква-баха. Ступа была отремонтирована во время правления короля Пратапа Маллы (1624-74 гг.). В 1647 году чайтья был лишен освящения, но восстановлен Ваджрачарьей в 1653 году.

## Фестиваль
Фестиваль в полнолуние Асоджа (сентябрь — октябрь) проводится в основном шакьями Асона возле ступы.

## Примечание
1. ↑  KATHMANDU, NEPAL: 21 awesome places to visit in Kathmandu [2020] (амер. англ.). The Common Wanderer. Дата обращения: 13 марта 2021. Архивировано 26 декабря 2020 года.
2. ↑  Kathesimbhu Stupa | Kathmandu, Nepal Attractions (англ.). Lonely Planet. Дата обращения: 13 марта 2021. Архивировано 9 сентября 2020 года.
3. 1 2 3  THE SHROUDED HISTORY OF KATHESIMBHU AND ITS CONTESTED OWNERSHIP (англ.) (недоступная ссылка — история). Spaces Nepal (8 декабря 2017). Дата обращения: 13 марта 2021.
4. ↑  Kathesimbhu Stupa - Near Ason Bazzar (амер. англ.). Nepal Travel Guide (16 мая 2020). Дата обращения: 13 марта 2021. Архивировано 9 сентября 2020 года.
5. ↑  Kathesimbhu Stupa (амер. англ.). KTM Guide. Дата обращения: 13 марта 2021. Архивировано 9 ноября 2020 года.